# Berlinale 1970
La Berlinale 1970 était la 20e édition du festival du film de Berlin, qui s'est déroulée du 26 juin 1970 au 7 juillet 1970. Un scandale éclate autour du film O.K. de l'Allemand Michael Verhoeven, film qui met en scène le viol et le meurtre d'une Vietnamienne par des soldats américains. La réaction indignée du public et des débats houleux poussent le jury à démissionner et le Festival est annulé.

## Jury
- George Stevens (Président du jury)
- Klaus Hebecker
- David Neves
- Véra Volmane
- Billie Whitelaw
- Alberto Lattuada
- Dušan Makavejev
- Gunnar Oldin
- Manfred Durniok

## Palmarès
Pas de palmarès cette année-là.